# اینگه‌بورگا داپکونایته
اینگه‌بورگا داپکونایته (انگلیسی: Ingeborga Dapkūnaitė؛ زادهٔ ۲۰ ژانویهٔ ۱۹۶۳) بازیگر اهل لیتوانی است.
از فیلم‌ها یا برنامه‌های تلویزیونی که وی در آن نقش داشته است، می‌توان به اشغال‌شده، هفت سال در تبت، آفتاب‌سوخته، سایه خون‌آشام، خیزش هانیبال، شرلوک هولمز، در ترانزیت و بوسه زندگی اشاره کرد.
وی همچنین برندهٔ جوایزی همچون جایزه نیکا شده است.